# Cyathea uleana
Cyathea uleana är en ormbunkeart som först beskrevs av A.Samp., och fick sitt nu gällande namn av Lehnert. Cyathea uleana ingår i släktet Cyathea och familjen Cyatheaceae. Utöver nominatformen finns också underarten C. u. abitaguensis.